# Національний комітет спорту інвалідів України
Національний комітет спорту інвалідів України — національний паралімпійський комітет України, який представляє державу у міжнародному паралімпійському та дефлімпійському русі.

## Історія
Паралімпійський рух в Україні почав розвиватись 1989 року, коли в країні створено перші фізкультурно-спортивні та оздоровчі клуби для людей з інвалідністю. Пізніше на їх основі сформувались 4 національні федерації спорту людей із вадами опорно-рухового апарату, вадами зору, слуху та інтелекту.
1992 року шляхом об'єднання цих федерацій утворився Національний комітет спорту інвалідів України. Національний комітет спортсменів з інвалідністю України представляє Україну у міжнародному паралімпійському та дефлімпійському русі і виконує функції Національного паралімпійського комітету. 1993 року створено Український центр з фізичної культури і спорту інвалідів «Інваспорт» та 27 регіональних центрів «Інваспорт».
В Україні діють 27 регіональних центрів «Інваспорт», 109 їх відділень в обласних, міських центрах та АР Крим, 174 фізкультурно-спортивних та оздоровчих клубів для осіб з інвалідністю, 27 дитячо-юнацьких спортивних шкілдля дітей з інвалідністю. Щорічно в Україні проводяться понад 250 чемпіонатів, першостей та кубків з 19 видів спорту серед осіб з інвалідністю з ураженнями зору, слуху, опорно-рухового апарату та інтелекту.
Вперше українські паралімпійці взяли участь у Паралімпіаді в Атланті, США, виборовши 1 золоту, 4 срібні та 2 бронзові медалі. На Паралімпіаді у Пекіні, Китай, українські спортсмени здобули 74 медалі: 24 золоті, 18 срібних та 32 бронзових. На зимових Паралімпійських іграх у Ванкувері українці вибороли 5 золотих, 8 срібних та 6 бронзових медалей, посівши у загальному медальному заліку 4 місце.

## Інцидент 2010 року
21 березня 2010 невідомі пограбували медіа-студію Національного паралімпійського комітету України (ПОГ Бізнес-центр НКСІУ), яка отримувала з інформацію, фотографії та відеосюжети з Х зимової Паралімпіади у Ванкувері. Грабіжники викрали сервери із повним обсягом інформації перемог українських паралімпійців. Крім того грабіжники викрали спеціальне обладнання для створення фільмів, комп'ютери, фото- та відеокамери.